# Längtan till havet
Längtan till havet är en svensk film från 1931 i regi av John W. Brunius. I rollerna ses bland andra Edvin Adolphson, Inga Tidblad och Carl Barcklind.

## Om filmen
Filmens förlaga var pjäsen Marius av Marcel Pagnol, vilken hade uruppförts på Théâtre de Paris i Paris den 9 mars 1929. Året efter spelades den i Sverige på Kungliga Dramatiska Teatern i Stockholm med premiär den 31 oktober. Pjäsen omarbetades till filmmanus av Gustaf Collijn med Pagnol som medförfattare och filmades mellan juni och augusti 1931 i Val-de-Marne och i Gamla hamnen i Marseille, båda i Frankrike. Filmen premiärvisades den 12 november 1931 på biografen China i Stockholm.

## Handling
Marius slits mellan kärleken till Fanny på land och längtan att gå ut till sjöss. Fanny förstår att Marius aldrig kommer att bli lycklig på land och gifter sig i stället med den förmögne Panisse. Marius ses resa iväg med ett skepp.

## Rollista
- Edvin Adolphson – Marius
- Inga Tidblad – Fanny
- Carl Barcklind – César, Marius' far, ägare till Bar de la Marine
- Karin Swanström – Honorine, Fannys mor, fiskmånglerska
- Rune Carlsten – Panisse, änkeman
- Nils Lundell – Piquoiseau, tiggare
- Georg Blomstedt – Félix Escartefigue, färjekapten
- Nils Wahlbom – Brun, tullkontrollör
- John W. Brunius – Le Goëlec, kapten på segelfartyget Cyrus
- Rune Andersson – pojken Heizer

Ej krediterad
- Emmy Albiin – kvinna på krog

### Fotnoter
1. 1 2 3  ”Längtan till havet”. Svensk Filmdatabas. http://sfi.se/sv/svensk-filmdatabas/Item/?itemid=3696&type=MOVIE&iv=Basic&ref=/templates/SwedishFilmSearchResult.aspx?id%3d1225%26epslanguage%3dsv%26searchword%3dl%C3%A4ngtan+till+havet%26type%3dMovieTitle%26match%3dBegin%26page%3d1%26prom%3dFalse. Läst 20 april 2013.